# Ton Pentre
Ton Pentre – wieś w Walii, w dolinie Rhondda, w hrabstwie miejskim Rhondda Cynon Taf, dawniej ośrodek wydobycia węgla.